# Sokił Lwów
Sokił Lwów (ukr. Футбольний клуб «Сокіл» Львів, Futbolnyj Kłub "Sokił" Lwiw) – ukraiński klub piłkarski z siedzibą we Lwowie. 

## Historia
Chronologia nazw:
- 1965—1992: Sokił Lwów (ukr. «Сокіл» Львів)
- 1992—???: Sokił-Łorta Lwów (ukr. «Сокіл-Лорта» Львів)
- ???—...: Sokił Lwów (ukr. «Сокіл» Львів)

Drużyna piłkarska Sokił została założona w mieście Lwów nie później 1965 roku. 
Do 1992 występował w amatorskich rozgrywkach mistrzostw obwodu lwowskiego oraz w Pucharze Ukraińskiej SRR.
Klub pod nazwą Sokił-Łorta Lwów występował w Pucharze Ukrainy w sezonach 1992/1993 oraz 1993/1994.

## Sukcesy
- zdobywca Pucharu Ukraińskiej SRR:

1973, 1974